# فانغانل
فانغانل (بالإنجليزية: Vanganel)‏ هي منطقة سكنية تقع في سلوفينيا في كوبر. يقدر عدد سكانها بـ 436 نسمة ومساحتها 2.57 كم2 وترتفع عن سطح البحر 33.9 متر.